# 松尾景輔

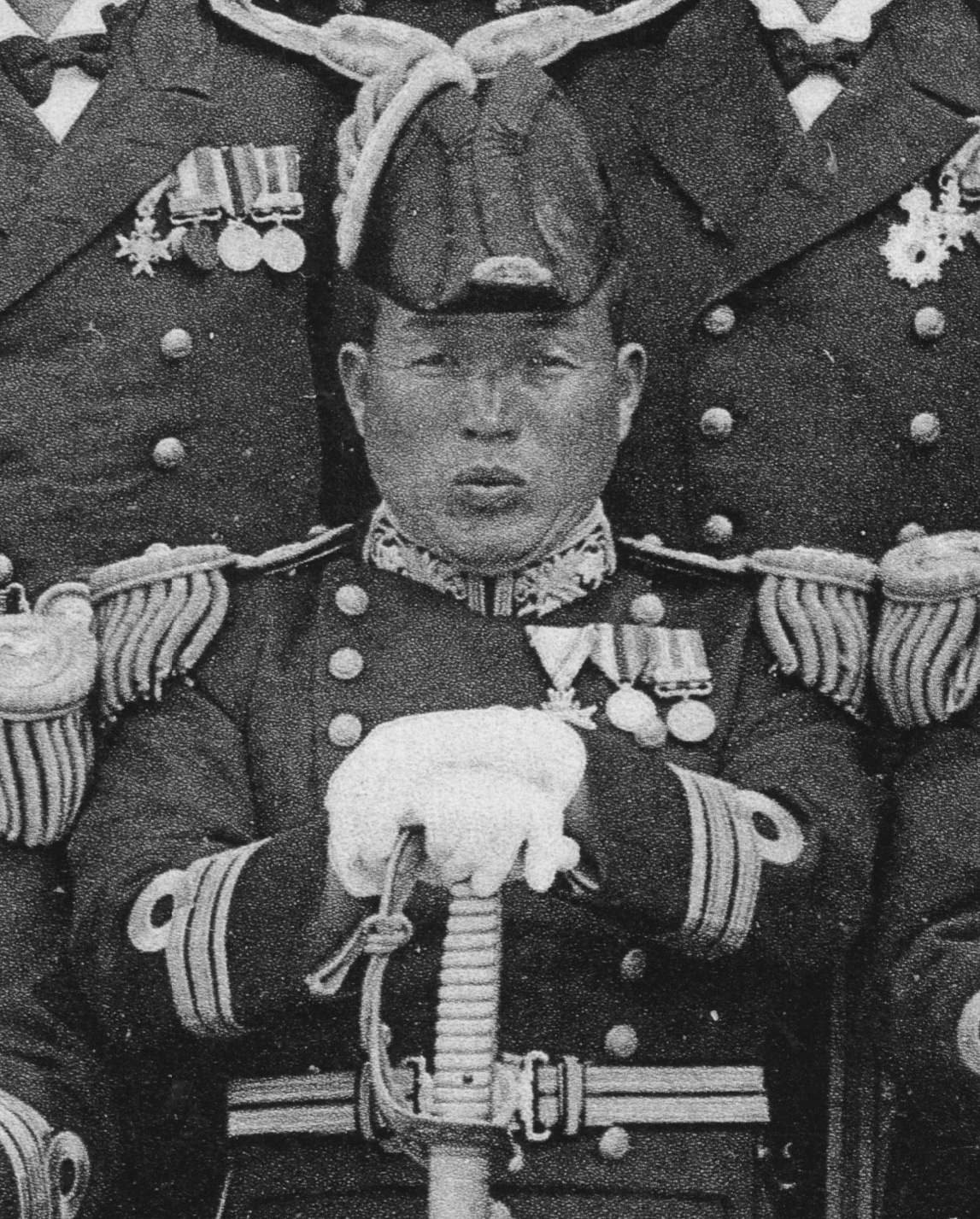
松尾景輔

松尾景辅（1890年—1943年5月2日）是一名日本海军军官，曾指挥海军第6横须贺特别陆战队，亦曾在二战期间参与指挥吉尔伯特群岛的防御工作。1943年5月2日，松尾景輔因与海军上将友成佐市郎意见不合而在凌晨时分自杀，后被追晋为海军大佐。